# Molí del Mig (Mura)
El Molí del Mig és un edifici del municipi de Mura (Bages) protegit com a bé cultural d'interès local. El molí del mig es troba al peu del camí que va de Mura a Rocafort de Bages, al costat de la riera de Nespres, a 400 m d'altitud, en una agrupació de cases anomenada Raval de Mura. Consta de diferents edificacions que s'han anat construint al llarg del temps a banda i banda del molí. Es distingeixen diferents espais segons l'ús: una zona d'habitatge, el molí, la bassa i el canal.

## Descripció
Els edificis són fets de pedra, amb planta allargada, tenen teulada a doble vessant amb el carener paral·lel a la riera. A la planta baixa hi ha el carcabà, al primer pis hi ha el trull d'oli i al segon pis el molí i l'habitatge actual. Les finestres són petites i donen cap a la riera, ja que a l'altre costat hi trobem la bassa.
El primer pis acull les diferents dependències del molí. El segon pis conserva al costat de ponent l'antic molí fariner, la resta serveix d'habitatge. Algunes de les portes de l'edifici porten la data gravada: 1730, 1711, 1551.
Es conserva la premsa que es feia servir per fer vi, com oli i també els cups d'oli que estan per sota el nivell del paviment. La maquinària del molí tal vegada és el més antic, també hi ha el trull d'oli -un recipient fondo amb parets de lloses de pedra i una mola al centre-. Es conserven els engranatges que mouen el molí fariner.
La bassa, al darrere de la casa, es fa servir i el molí funciona per fer demostracions. També es conserva el canal i les diferents comportes que donen pas a l'aigua procedent de la riera de Nespres.
El molí del mig conté: molí de farina, molí escairador de blat de moro i trull d'olives, dinamo productora d'electricitat, cups per l'oli, premsa per a vi i oli. Tot en bon estat de conservació i funcionament.

## Història
El molí del mig és un dels edificis més antics de Mura, documentat a la primeria del segle xi. No se'n conserven, però, cap elements d'aquesta època, ja que ha patit destruccions a causa dels aiguats i ha estat transformat al llarg del temps.
A més d'una important col·lecció d'objectes etnogràfics i estris propis del molí, conserva un arxiu documental des del segle xiv. El molí ha passat de pares a fills sense que s'hagi trencat la línia generacional.